# Những đứa con nhà họ Kiều
Những đứa con nhà họ Kiều (tiếng Trung: 乔家的儿女, tiếng Anh: The Bond) là một bộ phim truyền hình dài tập Trung Quốc năm 2021 dựa trên tiểu thuyết cùng tên của Vị Tịch, đạo diễn bởi Trương Khai Trụ và diễn chính bởi Bạch Vũ, Trương Vãn Ý, Mao Hiểu Đồng, Tống Tổ Nhi, Chu Dực Nhiên và Lưu Quân. Bộ phim được phát sóng trên Đài truyền hình Chiết Giang, Đài truyền hình Giang Tô và Tencent Video từ ngày 17 tháng 8 đến ngày 8 tháng 9 năm 2021. Bộ phim chủ yếu nhận được đánh giá tích cực, đạt 7.7 trên Douban.

## Nội dung
Bộ phim kể về gia đình nhà họ Kiều. Người mẹ của nhà họ Kiều lúc sinh người con thứ năm là Kiều Thất Thất thì qua đời, để lại 5 anh chị em một mình với người cha vừa cộc cằn vừa ích kỷ. Anh cả là Kiều Nhất Thành từ đó liền trở thành cả cha lẫn mẹ của 4 đứa em, trên vai mang gánh nặng chăm lo dạy bảo các em nên người. Cuộc sống có thể đưa mỗi chúng ta đi theo những hướng khác nhau, nhưng mối dây liên kết được hun đúc bởi những khó khăn mà cả 5 anh chị em đã trải qua, vẫn tiếp tục bền chặt. Trải qua hơn 30 năm phát triển và thay đổi của xã hội, năm người con của gia đình họ Kiều: Nhất Thành, Nhị Cường, Tam Lệ, Tứ Mỹ và Thất Thất đã luôn hỗ trợ và nương tựa vào nhau trong những lúc khó khăn.
Trải qua những đau khổ, cay đắng, cuối cùng gia đình nhà họ Kiều cũng luôn sát cánh bên nhau để đón nhận những hạnh phúc ấm áp. Trên bước đường trưởng thành của mỗi người, tuy có vấp ngã, có tổn thương nhưng họ đều cùng nhau nỗ lực và tiến về phía trước.

## Dàn diễn viên

### Chính
| Diễn viên                                                                                     | Vai diễn        | Miêu tả |
| --------------------------------------------------------------------------------------------- | --------------- | --- |
| Bạch Vũ Hoàng Nghị (tuổi thiếu niên) Quách Tử Minh (tuổi thiếu nhi)                           | Kiều Nhất Thành | Là anh cả trong nhà, luôn yêu thương, chăm sóc và bảo vệ các em. Vì biến cố, từ nhỏ liền phải trưởng thành. Là người vô cùng nỗ lực, không chỉ tự mình kiếm sống học hết Đại học, còn tiếp tục học lên Nghiên cứu sinh, là "thành phần trí thức" duy nhất trong 5 anh em. Từ nhỏ liền phải chịu áp lực từ thành tích của người anh họ cùng tuổi Tề Duy Dân, lại luôn sợ mắc nợ người khác nên mối quan hệ giữa 2 người thường xuyên căng thẳng. |
| Trương Vãn Ý Lương Gia Đồng (tuổi thiếu nhi) Trương Vũ Hiên (nhỏ)                             | Kiều Nhị Cường  | Anh hai trong nhà, không học giỏi như anh cả nên tìm việc rất lận đận, nhưng rất thích nấu ăn, sau này làm đầu bếp trong một tiệm cơm. Là người hiền lành, sống rất tình cảm, có chút ngây ngô nhưng trong tình yêu lại rất kiên định. Đặc biệt rất yêu thương Tứ Mỹ. |
| Mao Hiểu Đồng Trần Thiên Hoa (tuổi thiếu niên) Lâm Nhược Tích (tuổi thiếu nhi) Lý Lạc Y (nhỏ) | Kiều Tam Lệ     | Từ nhỏ đã ngoan ngoãn, hiểu chuyện, đảm đang, vì thế rất hợp tính với anh cả, cũng là đứa em anh cả yêu thương nhất. Vì một biến cố lúc nhỏ, lớn lên phải mất thời gian cùng nỗ lực để vượt qua bóng ma tâm lý. Là người dịu dàng nhưng không hề nhu nhược. Cũng là người có chuyện tình cảm suôn sẻ nhất trong 5 anh em. |
| Tống Tổ Nhi Tôn Mộng Hàm (tuổi thiếu niên) Trương Hi Vi (tuổi thiếu nhi) Tô Y Khả (nhỏ)       | Kiều Tứ Mỹ      | Từ nhỏ đã bướng bỉnh, điệu đà, tính tình không sợ trời không sợ đất. Vì tâm tư không đặt lên việc học nên thành tích bết bát, lại dám nghĩ dám làm, nhiều lần làm ra những chuyện không tưởng khiến anh cả giận sôi. Là một người mơ mộng và lý tưởng hoá trong chuyện tình yêu, lại rất cố chấp, nhưng chính sự dũng cảm của cô khiến người ta ngưỡng mộ. Vì những tính cách này nên từ nhỏ đã hợp tính anh hai hơn.                           |
| Chu Dực Nhiên Trương Vũ Phàm (tuổi thiếu nhi) Trương Bác Văn (nhỏ)                            | Kiều Thất Thất  | Vì gia đình đông con, từ nhỏ liền được gửi sang nhà dì để nuôi, chính vì thế có mối quan hệ rất khăng khít với anh họ Tề Duy Dân. Tuy từ nhỏ đến lớn rất ít tiếp xúc với các anh chị, nhưng mối liên hệ giữa họ là không thể xoá nhoà. Là một người nhút nhát, có chút nhu nhược, sau khi trải qua biến cố đầu đời đã trở nên mạnh mẽ hơn. |

### Các diễn viên khác
- Lưu Quân trong vai Kiều Tổ Vọng. Không những cộc cằn và ích kỷ, còn mê cờ bạc, dễ bị mua chuộc và nhẹ dạ cả tin, đã mấy lần bị lừa, lần cuối cùng bị người ta kéo đến nhà đập phá, mang đi hết đồ đạc.
- Đường Nghệ Hân trong vai Hạng Nam Phương - vợ sau của Kiều Nhất Thành
- Lý Giai Hàng trong vai Tề Duy Dân - anh họ con nhà dì của anh em nhà họ Kiều. Từ nhỏ đã có thành tích xuất sắc đặc biệt là môn Văn, lại là người tình tình tốt bụng, có mối quan hệ tốt với tất cả mọi người chỉ trừ Kiều Nhất Thành.
  - Lữ Tử Hàng (tuổi thiếu niên)
  - Lưu Khôn Long (tuổi thiếu nhi)
- Chu Châu trong vai Mã Tố Cần, sư phụ ở xưởng của Kiều Nhị Cường, cũng là người anh yêu bất chấp sự phản đối và dị nghị. Chồng trước là người vũ phu, đã li hôn và một mình nuôi con trai.
- Lưu Lâm trong vai Ngụy Thục Phương, em gái Nguỵ Thục Anh. Bản tính tốt nhưng cũng là người có chút ích kỉ. Sau khi chồng qua đời, tái hôn với ông Mã.
- Trương Giai Ninh trong vai Thường Tinh Vũ, em gái cô giáo dạy Tiểu học của Kiều Thất Thất. Sau này yêu và kết hôn với Tề Duy Dân.
- Chu Phóng trong vai Diệp Tiểu Lãng - vợ đầu tiên của Kiều Nhất Thành. Là người chân thành, nhiệt huyết, nỗ lực, tiến thủ, nhưng cũng bộc trực và nóng nảy, không giỏi việc nhà. Sau này sang Mỹ lập nghiệp. Có nỗi khổ riêng vì bố mẹ trọng nam khinh nữ.
- Khúc Triết Minh trong vai Vương Nhất Đinh, chồng Kiều Tam Lệ. Từ nhỏ đến lớn luôn phải chịu cảnh mẹ thiên vị em trai.
- Hầu Văn Nguyên trong vai Thích Thành Cương, chồng đầu tiên của Kiều Tứ Mỹ, là người mà cô "vừa gặp đã yêu" và kiên quyết lấy làm chồng. Lúc đầu là bộ đội đóng quân ở Tây Tạng, sau vì "vấn đề tác phong mắc phải sai lầm", bị đuổi khỏi quân ngũ. Sau này vì ngoại tình, hai người ly hôn.
- Tôn An Khả trong vai Tôn Tiểu Mạt, vợ đầu của Kiều Nhị Cường. Có bệnh động kinh nhẹ. Sau này vì Kiều Nhị Cường vẫn qua lại với người cũ, hai người ly hôn.
- Tôn Y Hàm trong vai Văn Cư Ngạn, mối tình đầu của Kiều Nhất Thành. Sau này cô chuyển lên Bắc Kinh, chuyện hai người tan vỡ.
- Xương Long trong vai Tống Thanh Viễn, bạn chí cốt ở Đài Truyền hình của Kiều Nhất Thành. Tính tình hài hước, vẻ ngoài vô tư cái gì cũng không để bụng nhưng thực ra rất thấu hiểu và luôn san sẻ mọi khó khăn cùng bạn mình.
- Vương Duyệt Y trong vai Dương Linh Tử, vợ đầu của Kiều Thất Thất. Khi đang học cao trung, vì thiếu hiểu biết mà hai người có con ngoài ý muốn dẫn đến kết hôn.
- Hứa Tiêu Hàm trong vai Liễu Tiểu Manh, bạn thân của Diệp Tiểu Lãng
- Chu Vịnh Đằng trong vai Tề Chí Cường, chồng quá cố của Nguỵ Thục Phương. Là một người tốt, khi còn sống thường xuyên giúp đỡ anh em nhà họ Kiều. Được cho là có tình cảm với Nguỵ Thục Anh.
- Quách Ca trong vai Ngụy Thục Anh, mẹ ruột của 5 đứa con nhà họ Kiều
- Quyên Tử trong vai mẹ Hạng Nam Phương
- Phùng Huy trong vai Thạch Vệ Đông, xưởng trưởng của Kiều Tổ Vọng
- Ngô Kỳ Giang trong vai chú Thẩm, Từ Bách Huệ trong vai cô Phó - cặp vợ chồng nhận nuôi Tứ Mỹ
- Thôi Dịch trong vai dì Ngô, hàng xóm của nhà họ Kiều. Khi anh em họ còn nhỏ, hai nhà thường xuyên xích mích.
- Vương Lan trong vai Khúc A Anh - vợ kế của Kiều Tổ Vọng
- Vương Á Quân trong vai mẹ của Vương Nhất Đinh
- Lương Văn Huệ trong vai Mạnh Quế Chi
- Lý Hồng Thần trong vai Hạng Bắc Phương, anh trai của Hạng Nam Phương.

## Rating
- Xếp hạng cao nhất được đánh dấu bằng màu đỏ, xếp hạng thấp nhất được đánh dấu bằng màu xanh lam

| Broadcast date | Chiết Giang TV CSM59 ratings | Chiết Giang TV CSM59 ratings | Chiết Giang TV CSM59 ratings | Giang Tô TV CSM59 ratings | Giang Tô TV CSM59 ratings | Giang Tô TV CSM59 ratings |
| Broadcast date | Ratings (%)                  | Audience share (%)           | Rank                         | Ratings (%)               | Audience share (%)        | Rank                      |
| -------------- | ---------------------------- | ---------------------------- | ---------------------------- | ------------------------- | ------------------------- | ------------------------- |
| 2021.8.17      | 2.001                        | 7.16                         | 5                            | 2.196                     | 7.85                      | 3                         |
| 2021.8.19      | 2.034                        | 7.16                         | 2                            | 1.663                     | 5.86                      | 7                         |
| 2021.8.20      | 1.554                        | 5.69                         | 4                            | 2.291                     | 8.35                      | 2                         |
| 2021.8.21      | 1.586                        | 5.73                         | 5                            | 2.227                     | 8.04                      | 2                         |
| 2021.8.22      | 1.913                        | 6.61                         | 3                            | 2.199                     | 7.61                      | 2                         |
| 2021.8.23      | 1.914                        | 6.71                         | 3                            | 2.194                     | 7.69                      | 2                         |
| 2021.8.24      | 1.915                        | 6.78                         | 4                            | 2.094                     | 7.42                      | 2                         |
| 2021.8.25      | 1.833                        | 6.44                         | 4                            | 2.162                     | 7.62                      | 3                         |
| 2021.8.26      | 1.932                        | 6.79                         | 3                            | 2.123                     | 7.47                      | 2                         |
| 2021.8.27      | 1.489                        | 5.43                         | 7                            | 2.298                     | 8.36                      | 2                         |
| 2021.8.28      | 1.763                        | 6.29                         | 4                            | 2.229                     | 7.93                      | 2                         |
| 2021.8.29      | 2                            | 6.9                          | 3                            | 2.197                     | 7.58                      | 2                         |
| 2021.8.30      | 1.951                        | 6.85                         | 4                            | 2.16                      | 7.59                      | 2                         |
| 2021.8.31      | 1.894                        | 6.77                         | 4                            | 2.12                      | 7.6                       | 2                         |
| 2021.9.1       | 2.025                        | 6.96                         | 3                            | 2.045                     | 7.05                      | 2                         |
| 2021.9.2       | 2.318                        | 8.62                         | 2                            | 2.235                     | 8.32                      | 3                         |
| 2021.9.3       | 2.172                        | 7.93                         | 1                            | 2.071                     | 7.53                      | 3                         |
| 2021.9.4       | 2.41                         | 8.65                         | 1                            | 1.982                     | 7.1                       | 4                         |
| 2021.9.5       | 2.427                        | 8.55                         | 1                            | 2.122                     | 7.5                       | 3                         |
| 2021.9.6       | 2.225                        | 8.04                         | 2                            | 2.025                     | 7.32                      | 4                         |
| 2021.9.7       | 2.119                        | 7.87                         | 4                            | 2.162                     | 7.99                      | 2                         |
| 2021.9.8       | 2.234                        | 8.52                         | 2                            | 2.486                     | 9.49                      | 1                         |

## Nhạc phim
| STT | Nhan đề                                                                           | Phổ lời                      | Phổ nhạc      | Thể hiện      | Thời lượng |
| --- | --------------------------------------------------------------------------------- | ---------------------------- | ------------- | ------------- | ---------- |
| 1.  | "Cuộc sống vẫn nên đón lấy ánh sáng (生活总该迎着光亮)" (Ca khúc chủ đề đầu phim) | Lâm Kiều / Lưu Ân Tấn        | Hầu Giang Hạo | Châu Thâm     | 04:02      |
| 2.  | "Ống đèn (灯筒)" (Ca khúc chủ đề cuối phim)                                       | Trần Khả Tâm                 | Ngô Thù Đình  | Kim Chí Văn   | 03:35      |
| 3.  | "Dã điểu (野鸟)"                                                                  | Vương Tử Hách / Trần Khả Tâm | Vương Tử Hách | Kim Nhuận Cát | 04:16      |
| 4.  | "Dã điểu (野鸟)"                                                                  | Vương Tử Hách / Trần Khả Tâm | Vương Tử Hách | Vương Tử Hách | 04:24      |
| 5.  | "Khoảng trống (留白)"                                                             | Tiêu Hòa                     | Trần Thi Mục  | Tô Thi Đinh   | 04:13      |

## Phát sóng
| Khu vực                                                      | Mạng                                                  | Ngày | Ghi chú                          |
| ------------------------------------------------------------ | ----------------------------------------------------- | --- | -------------------------------- |
| Trung Quốc (địa phương)                                      | Đài truyền hình Giang Tô, Đài truyền hình Chiết Giang | 17/8/2021 - 8/9/2021 (Cập nhật 2 tập mỗi tối 19h30 từ Chủ nhật đến thứ Năm và cập nhật 1 tập vào 19h30 mỗi tối thứ Sáu và thứ Bảy)       | Nguyên bản                       |
| Trung Quốc (địa phương)                                      | Tencent Video                                         | 17/8/2021 - 8/9/2021 (Phát độc quyền trên toàn mạng, thành viên cập nhật 22h mỗi tối, không phải thành viên sẽ miễn phí vào 22h hôm sau) | Nguyên bản                       |
| Trung Quốc (địa phương)                                      | Truyền hình An Huy                                    | Bắt đầu từ 16/10/2021 (mỗi tối lúc 19:00)                                                                                                | Nguyên bản                       |
| Trung Quốc (địa phương)                                      | Truyền hình Quảng Đông                                | Bắt đầu từ 2/11/2021 (mỗi tối lúc 19:30)                                                                                                 | Nguyên bản                       |
| Malaysia                                                     | Astro Shuang Xing 307                                 | Bắt đầu từ 19/8/2021 (mỗi tối lúc 19:00)                                                                                                 | Nguyên bản                       |
| Việt Nam                                                     | FPT Play                                              | 17/8/2021 - 8/9/2021 (Cập nhật 2 tập mỗi tối từ Chủ nhật đến thứ Năm và cập nhật 1 tập mỗi tối thứ Sáu và thứ Bảy)                       | Có phụ đề tiếng Việt             |
| Hồng Kông                                                    | RTHK TV 31                                            | Bắt đầu từ 24/10/2021 (mỗi tối lúc 20:30)                                                                                                | Lồng tiếng bằng tiếng Quảng Đông |
| Các quốc gia được chọn ở Châu Mỹ, Châu Âu, Trung Đông, Nam Á | Viki                                                  | Bắt đầu từ 20/8/2021 | Có phụ đề                        |